# Alois Müller (calciatore)
Alois Müller (Stockerau, 7 giugno 1890 – Vienna, 30 marzo 1969) è stato un calciatore austriaco, di ruolo attaccante.

## Carriera

### Nazionale
Ha collezionato 6 presenze con la propria Nazionale.

## Palmarès

### Giocatore

#### Competizioni internazionali
- Challenge-Cup: 1

Wiener Sport-Club: 1911